# 鹿島台バイパス

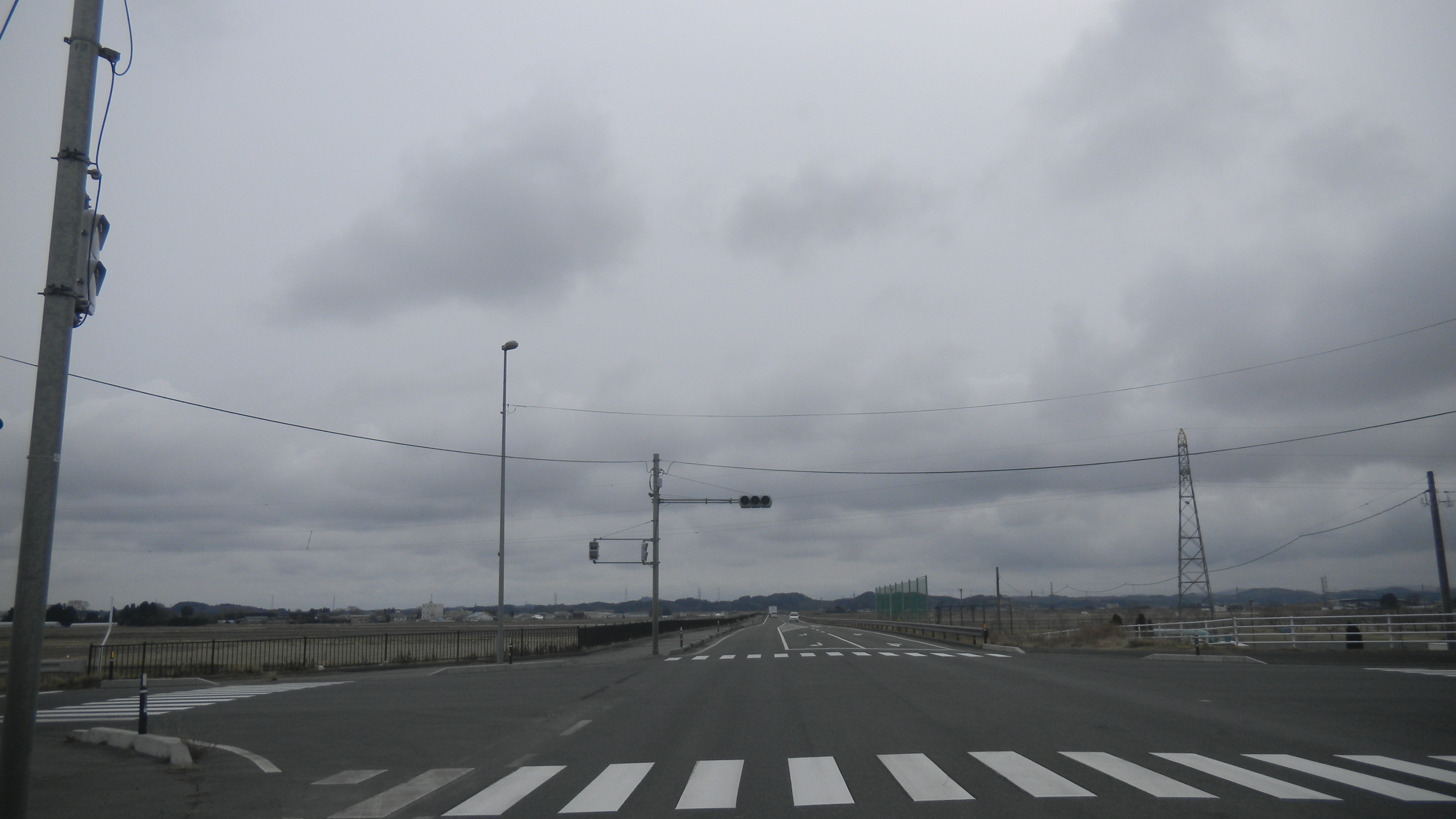
鹿島台バイパス

鹿島台バイパス（かしまだいバイパス）は、宮城県大崎市内の国道346号のバイパス道路である。

## 概要
東日本旅客鉄道東北本線を跨線橋で越え、鹿島台駅の東側を南北に走る。
- 起点：宮城県大崎市鹿島台広長字内ノ浦
- 終点：大崎市鹿島台木間塚字小谷地
- 全長：4.12km
- 車線：2車線

## 沿革
北部0.5kmを先行して開通し、南部3.62kmは2013年（平成25年）3月23日に供用開始した。

## 主な交差する道路
- 宮城県道16号石巻鹿島台大衡線
- 宮城県道60号鹿島台鳴瀬線